# أليكساندر زيفكوفيتش
أليكساندر زيفكوفيتش (بالصربية: Александар Живковић)‏ (مواليد 28 يوليو 1977) هو لاعب كرة قدم. يلعب مع منتخب صربيا لكرة القدم منذ عام 2001.

## وصلات خارجية
- أليكساندر زيفكوفيتش على موقع الاتحاد الدولي (مؤرشف)  (الإنجليزية)
- أليكساندر زيفكوفيتش على موقع رابطة كرة القدم اليابانية للمحترفين (اليابانية)
- أليكساندر زيفكوفيتش على موقع قاعدة بيانات كرة القدم.إي يو (الإنجليزية)
- أليكساندر زيفكوفيتش على موقع ناشيونال فوتبول تيمز (الإنجليزية)
- أليكساندر زيفكوفيتش على موقع Soccerway.com (الإنجليزية)
- أليكساندر زيفكوفيتش على موقع عالم كرة القدم.نت (الإنجليزية)
- أليكساندر زيفكوفيتش على موقع اللجنة الأولمبية الدولية (الإنجليزية)
- أليكساندر زيفكوفيتش على موقع أوليمبيديا (الإنجليزية)
- National Football Teams